# وانغ دان
وانغ دان (بالصينية: 王丹) هي تريثلت صينية، ولدت في 17 يناير 1980.

## وصلات خارجية
- وانغ دان على موقع أوليمبيديا (الإنجليزية)